# Eligmodonta lunata
Eligmodonta lunata är en fjärilsart som beskrevs av Edward Alfred Cockayne 1951. Eligmodonta lunata ingår i släktet Eligmodonta och familjen tandspinnare. Inga underarter finns listade i Catalogue of Life.